# PHOTO-BUGET
PHOTO-BUGET （フォトバゲット）は、イギリス連邦加盟国であるセーシェルに本社を置く企業（運営：Minério Innovations Inc.）により運営されるWebサービスで、画像のダウンロードサービスを提供している。2013年に設立され、（当初個人の写真を利用していたため）深層Web上でのみ公開されていたが、2017年にホームページを一新。一般の表層Web上での営業を開始した。

## 詳細

### サービス概要
主にスマートフォン端末、タブレット端末、パソコン用の画像素材をダウンロード方式で販売している。この業界では珍しく、ダウンロードした画像についてのコメントを寄稿した画像購入者に対し、最高で購入額の91%分の報酬が与えられる。その結果、「実質最高91%オフ」で壁紙が購入できる。（寄稿されたコメントは、サイト内で個人情報が特定されない様に公開され、PRの一環として利用されている。）

### 決済方法
日本国内での決済及び「報酬払い込」のため、業務は日本国内の代行業者に委託されている。また、決済システムは信頼性の高いPayPalによるクレジット支払いを利用。これは、カード情報が業者に渡る事がなく安全に取引を終了可能である点で、カード不正利用や、それに起因する不利益を極力減らし得るため、POHOTO-BUGETはこの方法を選択していると思われる。

### 暗号化
PHOTO-BUGETで利用されているフォームは、全てにおいてSSL/TLSにより暗号化された通信方法をとっている。

## ダウンロード販売と報酬制度
1. ダウンロード  まとめてダウンロードするほどお得になる、という方式をとっている。利用されているファイルは、ZIP形式で圧縮されている。
2. 報酬の受け取り  まず「PHOTO-BUGETインフォメーション」という専用のメルマガに登録しなくてはいけない。これは、いたずらによる「寄稿行為」を極力避けるための措置と考えられる。  上記のメルマガ内に、寄稿と申請用のフォームへのリンクが記載されており、このフォームへ必要事項を記入する。その後、約3〜１０営業日後に、自分が受けるべき報酬額が受け取れる。（銀行現金ふりこみ、PayPal支払い等選択できる）

## 問題点
現金化目当てのダウンロード  現在「クレジットカードの現金化」を謳う、いわゆる現金化業者が軒を連ねている。しかし、その中には法的な違法行為に抵触している部分も見受けられる。 またその様なサービスを利用する人たちが次に目をつけたのが、金券や新幹線乗車券などの「換金率の高い」商品を購入し、それを売る、という行為である。しかし、この行為自体「カードでの支払い返済を終えていない物の所有権は、カード会社に帰属している」という法律を無視しており、法的には横領となるため禁止されている行為である。そのため、この行為が発覚すれば利用者がカード会社からマークされる、カード利用者の強制退会、利用者の信用情報に傷がつく、という様な事が発生する。 そこで「安全に、自分のカード情報に傷をつける事なく現金化したい」という人たちが次に目をつけたのが、PHOTO-BUGETである。PHOTO-BUGETの形式上、気軽に「現金」を手にできることから、一部の人たちにより「現金化」が横行。運営側もこの自体を重く見ており、「寄稿及び報酬申請フォーム」の最後に、「マネーロンダリングではない」というチェク項目を備えてはいるが、抜本的な解決には至っていない。